# Salisbury
För andra betydelser, se Salisbury (olika betydelser).
Salisbury (engelskt uttal: [ˈsɔːzb(ə)ri]) är en stad och civil parish i grevskapet Wiltshire i södra England. Staden ligger i enhetskommunen Wiltshire, cirka 52,5 kilometer sydost om Bath. Den är belägen vid floderna Avon, Nadder och Bournes sammanflöde. Tätorten (built-up area) hade 47 690 invånare vid folkräkningen år 2021.
Katedralen i Salisbury byggdes 1220–1258 och är med sina 123 meter Storbritanniens högsta domkyrka. I katedralen förvaras ett (av fyra) exemplar av Magna Charta.
Stenåldersmonumentet Stonehenge ligger cirka 12,5 kilometer norr om staden. Salisbury är också känt för att ha flest pubar per invånare i hela England. Från staden kommer bland andra den medeltida filosofen och historikern biskop Johannes av Salisbury.